# Echinocyamus
Echinocyamus is een geslacht van zee-egels (Echinoidea), en het typegeslacht van de familie Echinocyamidae.

## Soorten
- Echinocyamus apicatus Mortensen, 1948
- Echinocyamus avilensis Lambert, 1931 †
- Echinocyamus basseae Lambert, 1936 †
- Echinocyamus bisexus Kier, 1968 †
- Echinocyamus caribbeanensis Kier, 1966 †
- Echinocyamus chipolanus Cooke, 1942 †
- Echinocyamus convergens Mortensen, 1948
- Echinocyamus crispus Mazzetti, 1893
- Echinocyamus cyphostomus Lambert, 1936 †
- Echinocyamus elegans Mazzetti, 1893
- Echinocyamus grandiporus Mortensen, 1907
- Echinocyamus grandis H.L. Clark, 1925
- Echinocyamus incertus H.L. Clark, 1914
- Echinocyamus insularis Mironov & Sagaidachny, 1984
- Echinocyamus jacqueli Lambert, 1936 †
- Echinocyamus jeanneti Lambert, 1932 †
- Echinocyamus kamrupensis Das Gupta, 1929 †
- Echinocyamus lipparinii Airaghi, 1939 †
- Echinocyamus macneili Cooke, 1959 †
- Echinocyamus macrostomus Mortensen, 1907
- Echinocyamus maropiensis Lambert, 1936 †
- Echinocyamus megapetalus H.L. Clark, 1914
- Echinocyamus parviporus Kier, 1964 †
- Echinocyamus petalus Kier, 1964 †
- Echinocyamus planissimus H.L. Clark, 1938
- Echinocyamus planus Lambert, 1933 †
- Echinocyamus platytatus H.L. Clark, 1914
- Echinocyamus prostratus Nisiyama, 1968 †
- Echinocyamus provectus de Meijere, 1903
- Echinocyamus pusillus (O.F. Müller, 1776) - Zeeboontje
- Echinocyamus rostratus Lambert, 1929 †
- Echinocyamus scaber de Meijere, 1903
- Echinocyamus schoelleri Castex, 1947 †
- Echinocyamus sollers Koehler, 1922
- Echinocyamus subpiriformis Cottreau, 1933 †
- Echinocyamus woodi Currie, 1930 †